# 신어산

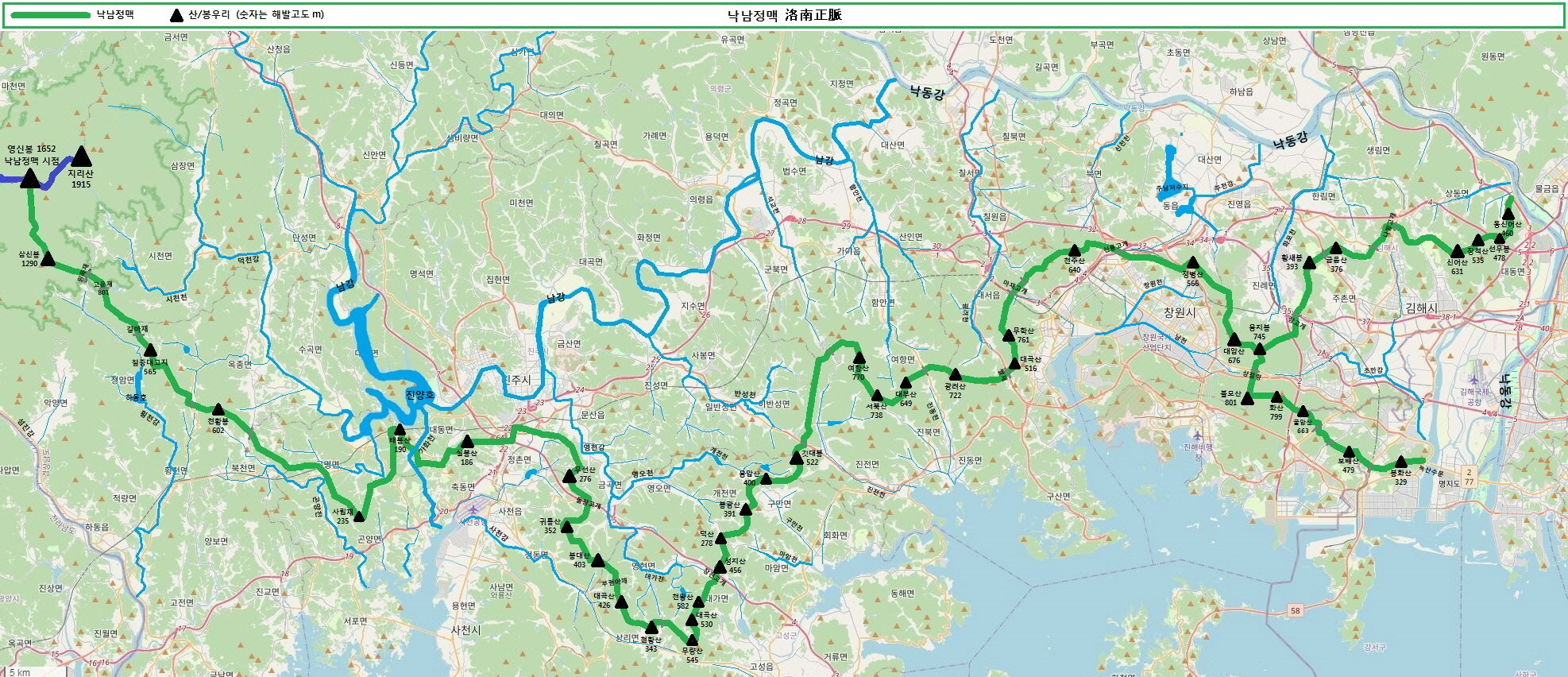
낙남정맥과 신어산

신어산(神魚山)은 대한민국 경상남도 김해시에 있는 높이 630 m의 산이다. 문화재로는 구산동 고분군, 대성동 고분군, 김해향교 등이 있다. 김해시 시가지가 가까이 있고 신어천이 낙동강으로 흐르는 경관 속에 삼림욕장 등을 갖춘 종합레저시설 가야랜드와 골프장이 인근 도시민들의 주말 휴양지로 인기다. 2002년 중국국제항공 129편 추락 사고가 일어난 장소이다. 

## 철쭉 축제
신어산에는 2003년부터 매년 철쭉축제가 개최된다. 최근인 2023년 5월 21일 철쭉축제가 열렸다.

## 은하사
신어산 기슭에 있는 은하사는 가야 시대인 서기 42년 장유화상이 지은 절로 현재의 절은 임진왜란 이후 조선 인조 때 중건한 절이다. 머리는 용이고 몸통은 물고기인 신어(神魚)는 가야의 표식이다. 소금강산, 은하산으로 불리던 이 산이 신어산이라는 지금의 이름으로 불리게 된 것은 바로 이 신어에서 유래했다는 설이 유력하다.

## 같이 보기
- 한국의 산
- 낙남정맥